# 김태영 (1993년)
김태영(1993년 10월 4일 ~ )은 대한민국의 전직 스타크래프트II 프로게이머이다. Realmake나 Freaky라는 아이디를 쓰며 종족은 저그이다.
2011년 3월 NS 호서 소속으로 처음 활동하였으며 건강상의 문제로 2012년 8월 은퇴하였다.

## 주요 기록
- 2012 무슈제이 2012 글로벌 스타크래프트 II 리그 시즌 3 Code A 48강